# Simplicio, Costanzo e Vittoriano
Simplicio, Costanzo e Vittoriano sono venerati come martiri dalla Chiesa cattolica che ne fissa la memoria al 26 agosto. Secondo la tradizione, Simplicio era un cristiano della Borgogna che venne martirizzato insieme ai suoi due figli, Costanzo e Vittoriano, sotto il regno di Marco Aurelio (161-179).

## Agiografia
Il racconto della loro "Passio" è di carattere favolistico ed è perciò privo di ogni valore storico; il testo è riportato in un'iscrizione del 1406.
Secondo questo resoconto, Simplicio era un nobile borgognone, sposato con Gaudenzia, la quale gli aveva dato due figli: Costanzo e Vittoriano. In un anno indeterminato dell'impero di Antonino Pio, l'intera famiglia si convertì al Cristianesimo, facendosi battezzare da San Gennaro (non il santo napoletano, bensì un francese); in seguito al sacramento, Gaudenzia partì con alcune donne verso un "sacro ritiro" (forse un monastero) dove morì santamente.
Simplicio, invece, dopo aver distribuito tutti i suoi beni tra i poveri, insieme ai due figli si mise in cammino verso la Dalmazia con lo scopo di diffondere il Vangelo nel territorio. Nel frattempo, in Borgogna venne inviato un prefetto dell'imperatore, Ponzio, affinché punisse i cristiani della zona con severe torture. 
Arrestati, Simplicio e i suoi figli vennero condotti davanti al suo tribunale, dove rifiutarono di abiurare la loro religione ed esposero senza timore il dogma cristiano della Trinità. I tre familiari vennero quindi frustati con verghe di ferro alla presenza del prefetto, ma, al termine della tortura, i carnefici che avevano applicato l'ordine caddero a terra, improvvisamente morti. Ponzio, scosso dall'episodio, ordinò che i santi venissero rinchiusi in carcere, dove ricevettero la visione di un angelo, che mostrò loro la gloria del Paradiso. 
Il giorno dopo, il prefetto, considerando l'alto livello sociale di Simplicio, decise di inviarlo con i figli a Roma, dove sarebbero stati giudicati dall'imperatore. Durante il viaggio verso la città, i tre compirono numerosi prodigi, tra i quali la guarigione di una nobile fanciulla cieca, abitante di Ravenna, malata da otto anni e figlia del patrizio Cornelio. Giunti in città dopo un lungo e faticoso cammino, chiesero di poter visitare le tombe degli apostoli Pietro e Paolo ma le guardie che li custodivano rifiutarono; fu Dio ad esaudirli, liberandoli miracolosamente dalle catene senza che i soldati se ne accorgessero e permettendo di compiere l'agognato pellegrinaggio.
Frattanto a Roma era scoppiata una crudele rissa tra pagani e cristiani, che vedeva questi ultimi prevalere sui primi; i pretoriani, intervenuti tempestivamente nella sommossa, arrestarono numerosi cristiani, tra i quali anche Simplicio, Costanzo e Vittoriano; i tre vennero condotti in catene in Marsica, dove soggiornava l'imperatore Lucio Vero (161-169; improvvisamente sostituito ad Antonino Pio), al riparo dalla calura estiva, mentre cercava di far guarire il mal d'occhio che lo tormentava.
Al loro nuovo rifiuto di adorare gli dèi, i tre vennero rinchiusi in un'oscura prigione popolata da serpenti e scorpioni, uscendone indenni grazie all'aiuto di un angelo. A questo punto vennero condannati a morte: legati su un carro trainato da quattro giovenche imbizzarrite, in balia dei dirupi del monte Tino, sopravvissero miracolosamente dato che gli animali rifiutarono di muoversi. Infine, Lucio Vero emanò la sua decisiva condanna: Simplicio, Costanzo e Vittoriano vennero decapitati in una località nominata come "Aureum fontanem" , identificata oggi nella zona in cui sorge San Giovanni Vecchio a Celano, all'ora nona del 26 agosto del 171 (o nel 159, secondo altre versioni). La tradizione vuole che le teste decapitate dei santi, una volta cadute a terra, fecero schizzare zampilli di acqua cristallina.
Alla loro morte avvenne un terremoto che portò alla conversione un carnefice, chiamato Cesareo, il quale, recatosi dal diacono Florenzo, lo invitò a scrivere gli "Atti" del martirio dei santi, raccontandogli tutti gli avvenimenti a cui aveva assistito direttamente.

## Culto
Il culto dei tre martiri in Marsica risale all'XI secolo, al tempo in cui il vescovo Pandolfo Berardi, discendente dell'omonima famiglia della Borgogna, fece analizzare le reliquie dei santi e poi riporre in un'arca marmorea, sotto l'altare maggiore della chiesa di San Giovanni Vecchio a Celano. In seguito alla distruzione della città ad opera di Federico II nel 1222, la città venne ricostruita su Colle Vittorino, mentre le reliquie traslate nella chiesa castrale di San Giovanni Battista in un'urna di marmo, opera di Giovanni da Parma, all'interno di una cappella, il 10 giugno del 1406.
Il 24 agosto 1709, i resti dei martiri vennero trasferiti definitivamente: raccolti in tre teche d'argento, dorate e di cristallo, vennero posizionati sotto l'altare maggiore della chiesa.
Ancora oggi, nella città abruzzese, i tre santi sono commemorati con solenni processioni; il 24 gennaio, le sei confraternite accompagnato le reliquie dei Santi Martiri per la città, in memoria del loro intervento prodigioso che placò un terremoto che colpì la Marsica nell'anno 1778. La solenne festa dei Santi Martiri viene celebrata ogni anno dal 24 al 26 di agosto con grandissima partecipazione di devoti e di emigranti che tornano a Celano proprio in occasione della festa patronale.
Grande venerazione anche a Castelpoto, in provincia di Benevento, comune gemellato con lo stesso Celano, dove i tre Santi sono venerati il 14 maggio come santi patroni. Ogni anno molti abitanti di Celano vanno in visita a Castelpoto il 14 maggio, mentre i castelpotani si recano a Celano il 26 di agosto. A Castelpoto, ove si conserva un pezzo grande della tibia di San Costanzo incastonato nel petto del simulacro del Santo martire, vengono festeggiati il 14 maggio perché in tale data nella prima metà del XVIII secolo il paese fu liberato da un'epidemia mortale per intercessione di San Costanzo. 
I nomi di Simplicio, Costanzo e Vittoriano compaiono nel Martirologio Romano in data 26 agosto, conosciuto come loro dies natalis, solo a partire dal 1630.